# Thomas Nathaniel Davies
Thomas Nathaniel Davies (1922 Dowlais – 1996) byl velšský malíř. Narodil se v jihovelšské vesnici Dowlais ležící v sousedství města Merthyr Tydfil. Věnoval se fotbalu, byl členem klubu Cardiff City FC, avšak odešel, aby se mohl věnovat studiu na Cardiff College of Art. Studium musel na počátku druhé světové války ukončit, neboť byl povolán do služby (sloužil v severní Africe). Po válce se ve svém díle inspiroval šedivou průmyslovou krajinou okolí jeho rodiště a zelenou krajinou svého nového bydliště v Devonu. Rovněž se věnoval pedagogické činnosti na South Devon College, kde byl vedoucím uměleckého oddělení.